# Gastrophryne carolinensis
Gastrophryne carolinensis é uma espécie de anfíbio anuro da família Microhylidae. É considerada pouco preocupante pela Lista Vermelha da UICN. Está presente em Bahamas, Ilhas Cayman, Porto Rico, Estados Unidos. Foi introduzida em Porto Rico, Bahamas, Ilhas Cayman.